# Inosaurus tedreftensis
Inosaurus tedreftensis es la única especie conocida del género extinto Inosaurus de dinosaurio terópodo celurosauriano que vivió a mediados del período Jurásico, hace aproximadamente entre 175 a 166 millones de años desde el Aaleniense al  Calloviense. Encontrado en el Desierto del Sahara, en Agadez, Níger, su nombre binomial significa “lagarto del Tedreft”, la partícula “In” del nombre genérico proviene del bereber y se traduce como “del lugar”. La especie tipo y única conocida Inosaurus tedreftensis, fue descrita por Albert-Félix de Lapparent en 1960, considerada dudosa debido a la naturaleza parcial de los fósiles y que estos se recogieron de tres locaciones distintas, dando de pensar que se trata de una quimera de varias especies o aun de varios géneros. Estos restos son 20 vértebras pequeñas pero fuertemente construidas y una tibia parcial. De Lapparent basó la especie en un conjunto de restos encontrados en una sola ubicación, varias vértebras y el extremo superior de una tibia izquierda. Fueron descubiertos en un estrato del Grupo Irhazer actualmente datada del Aaleniense al  Calloviense pero anteriormente se creía del Cretácico inferior, en el Berriasiano, hace 142 millones de años. También indicó otros cuatro especímenes, todas vértebras encontradas en Níger en el Grupo Tegama del Albiense temprano , como paratipos. Todos los especímenes forman parte de la colección del Muséum national d'histoire naturelle de París . Aparte de estos, De Lapparent refirió tres vértebras descritas por Ernst Stromer de Egipto a Inosaurus. Todas las vértebras comparten la misma morfología . A pesar de ser de un animal pequeño, están construidos de manera robusta y muy altos con facetas de cheurones agrandadas y un surco mediano en la parte inferior. Inosaurus es hoy considerado un dudoso debido a la naturaleza fragmentaria de los fósiles descubiertos.